# Gytha z Wessexu
Gytha z Wessexu (staroanglicky: Gȳð, 1053/1061 Wessex – 1098 až 1107 Kyjevská Rus) byla anglická princezna, která se sňatkem s kyjevským knížetem Vladimírem II. Monomachem stala manželkou vládce Kyjevské Rusi.

## Životopis
Narodila se jako dcera Harolda Godwinsona († 1066), posledního anglosaského krále Anglie, a Edity, zvané Edith Swanneck (Edita Labutí šíje) a uznávané za jeho manželku. Podle kronikáře ze 13. století Saxa Grammatica uprchli Gytha a dva její bratři po smrti svého otce v roce 1066 ke dvoru svého bratrance, dánského krále Svena II. Dánského. Její bratr Magnus vstoupil do služeb polského knížete Boleslava II.
Gytha se provdala za kyjevského knížete Vladimira II. Monomacha, pravděpodobně se tak stalo mezi lety 1069 až 1070. Její role za vlády Vladimíra však nebyla zdokumentována. Gytha byla matkou posledního vládce sjednocené Kyjevské Rusi Mstislava Vladimíroviče Velkého. Ve skandinávských ságách byl Mstislav nazýván Haraldem po svém dědečkovi, anglickém králi Haroldu Godwinsonovi. Gytha byla titulována jako kněžna ze Smolenska.
Rok úmrtí Gythy je sporný, zemřela někdy mezi léty 1098 až 1107.

## Potomci
1. Mstislav Vladimírovič (1076–1132), kyjevský velkokníže
2. Jaropolk II. Vladimírovič(1082–1139), kníže kyjevský
3. Vjačeslav I. Kyjevský (1083–1154), kníže ve Smolensku a Perejaslavi
4. Svjatoslav Perejaslavský
5. Izjaslav Vladimirovič Muromský

## Dědictví
Prostřednictvím svého syna Mstislava Vladimiroviče byla předchůdkyní Filipy Henegavské a anglického krále Eduarda III. a všech následujících anglických a britských panovníků.[zdroj?] Prostřednictvím svého syna Mstislava Velkého byla také předchůdkyní Alexandra Něvského  a všech následujících vládců dynastie Rurikovců v ruských dějinách, včetně Ivana I. Kality, Dmitrije Donského, Ivana III. Velkého a prvního ruského cara Ivana IV. Hrozného.